# Хартмут Михел
 Хартмут Михел (на немски: Hartmut Michel) е германски биохимик, носител на Нобелова награда за химия от 1988 г. заедно с Йохан Дайзенхофер и Роберт Хубер за приноса им към определянето на първата кристална структура на интегрален мембранен протеин, комплекс от мембраносвързани протеини, който е ключов за фотосинтезата.

## Биография
Михел е роден на 18 юли 1948 г. в Лудвигсбург. След като завършва задължителната си военна служба, той започва да изучава биохимия в Тюбингенския университет. През последната си година работи по активността на аденозинтрифосфатазата в халобактериите.
По-късно Михел работи по кристализацията на мембранните протеини, която е ключова за изясняването на структурата им чрез рентгенова кристалография. Между 1982 и 1985 г. тримата учени използват именно рентгенова кристалография, за да определят точната подредба на над 10 000 атома, изграждащи протеиновия комплекс в някои фотосинтезиращи бактерии. Този мембранен протеинов комплекс е отговорен за започването на прост тип фотосинтеза. Техните изследвания подобряват общото разбиране на механизмите на фотосинтезата и разкриват приликите между фотосинтетичните процеси при растенията и при бактериите.
От 1987 г. Михел е директор на департамента по молекулярна мембранна биология към института „Макс Планк“ по биофизика във Франкфурт на Майн и професор по биохимия към университета Гьоте.